# Томаш Мікуш
Томаш Мікуш (словац. Tomáš Mikúš; 1 липня 1993, м. Скалиця, Словаччина) — словацький хокеїст, правий нападник. Виступає за «Слован» (Братислава) у Континентальній хокейній лізі.
Вихованець хокейної школи ХК «Скаліца». Виступав за ХК «Скаліца», «Слован» (Братислава).
У чемпіонатах Словаччини — 40 матчів (5+7), у плей-оф — 10 матчів (2+0).
У складі юніорської збірної Словаччини учасник чемпіонату світу 2011.
Брат: Юрай Мікуш.